# Amasugita Kajitsu
Singles de Natsumi Abe
The Stress
(2006) Too Far Away ~Onna no Kokoro~
(2007)
 Amasugita Kajitsu  (甘すぎた果実) est le huitième single de Natsumi Abe, sorti le 4 octobre 2006 au Japon sous le label hachama. Il atteint la 5e place du classement de l'Oricon, et reste classé pendant quatre semaines, se vendant à 22 204 exemplaires durant cette période. C'est le premier single de la chanteuse à ne pas sortir aussi au format "Single V" (DVD) contenant le clip vidéo.
La chanson-titre figurera sur le mini-album de la chanteuse, 25 ~Vingt-Cinq~ qui sort cinq mois plus tard, ainsi que sur la compilation de ses singles, Abe Natsumi ~Best Selection~ de 2008. Son clip vidéo figurera sur le DVD du Best Selection.

## Liste des titres
1. Amasugita Kajitsu  (甘すぎた果実?)
2. Yannacchau  (やんなっちゃう?)
3. Amasugita Kajitsu (Instrumental) (甘すぎた果実...?)